# Weiher (Ubstadt-Weiher)
Weiher ist ein Ortsteil der Gemeinde Ubstadt-Weiher im Landkreis Karlsruhe in Baden-Württemberg. Bis zur Kreisreform am 1. Januar 1973 gehörte Weiher zum Landkreis Bruchsal.

## Lage und Verkehrsanbindung
Weiher liegt in der Rheinebene. Östlich verläuft die Kreisstraße K 3575, erstreckt sich das 96,2 ha große Naturschutzgebiet Bruch bei Stettfeld und verläuft die Bundesstraße 3.

## Bauwerke
- Sankt-Nikolaus-Kirche im neoromanischen Stil (Baujahr 1870/72) mit dem „Alten Chor“ von 1440/1529